# Agwu Okali
Agwu Okali (14 maart 1943) is een Nigeriaans jurist en bestuurder. Hij werkte voor verschillende VN-instellingen in New York en vervolgens in Nairobi in Kenia. Van 1997 tot 2001 was hij hoofdgriffier voor het Rwanda-tribunaal in Tanzania.

## Levensloop
Na een studie aan het King's College in Lagos dat hij in 1963 afsloot met een certificaat, studeerde hij aan de London School of Economics and Political Science. Hier slaagde hij in 1968 als Bachelor of Laws. Aan de Harvard-universiteit behaalde vervolgens in 1969 zijn graad van Master of Laws en promoveerde hij in 1971 tot Doctor of Juridical Science met als specialisatie jurisprudentie. Hiernaast doorliep hij in 1970 en 1971 enkele stages bij grote kantoren in Boston.
Van 1971 tot 1975 was hij juridisch adviseur voor de Connecticut General Insurance Corporation (tegenwoordig CIGNA) op het gebied van internationale handelsovereenkomsten en werd hij ondertussen in 1974 opgenomen in de balie van de staat Connecticut. Vanaf 1975 werkte hij voor het juridisch kantoor van de Verenigde Naties bij het secretariaat van UNCITRAL. Hier voerde hij onderzoeksstudies uit op uiteenlopende gebieden binnen het handelsrecht, bankgaranties, transacties en meer.
In 1979 kreeg hij de leiding over enkele onderdelen van UNCHS (Habitat) in New York en van 1987 tot 1991 was hij hier directeur. Hierna werd hij directeur en vervolgens Deputy Executive Head van Habitat II in Nairobi in Kenia. Ook voerde hij een aantal juridische en politieke opdrachten uit voor de VN, waaronder rondom de operaties van de VN in Somalië.
Vervolgens was hij van 1997 tot 2001 griffier voor het Rwanda-tribunaal in Arusha in Tanzania.